# Darevskia chlorogaster
Darevskia chlorogaster là một loài thằn lằn trong họ Lacertidae. Loài này được Boulenger mô tả khoa học đầu tiên năm 1908.

## Hình ảnh

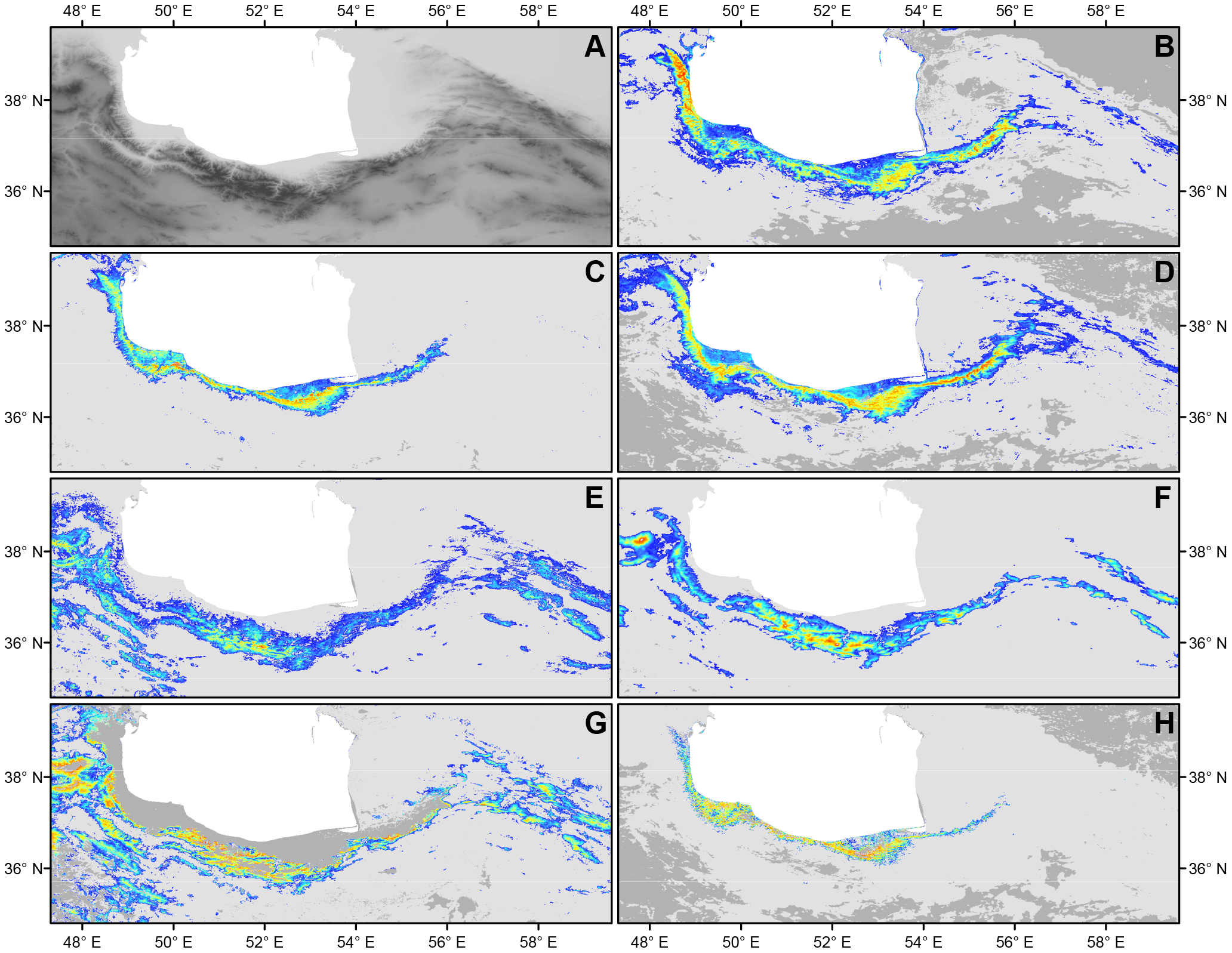